# RT
 For alternative betydninger, se RT (flertydig). (Se også artikler, som begynder med RT)
RT (tidligere Russia Today) er en international tv-station, som er russisk-baseret med hovedkvarter i Moskva. Kanalen er ejet og kontrolleret af den russiske stat.
RT er stiftet den 10. december 2005 og udsender nyheder i hele verden på arabisk, engelsk, russisk, spansk og Tysk. Nyhedskanalen har sendt verden over gennem internettet, herunder RTs hjemmeside og deres YouTube-kanal, og via satellit. RT er en såkaldt Free-to-air-kanal, som betyder at den er gratis og ikke kræver licens eller abonnement og derfor ikke er krypteret på de forskellige sendenet. RTs hjemmeside var i følge Similarweb havde RTs hjemmeside 190 millioner visninger på deres hjemmeside i februar 2022. 
Som følge af den russiske invasion af Ukraine sanktionerede EU den 2. marts 2022 RT og Sputnik, sådan at deres tv-kanaler og hjemmesider ikke kan tilgås i EU.

## Kritik af RT
RT angiver at have til formål at give den "russiske synvinkel" på internationale nyheder og dermed virke som modvægt til de såkaldte "vestlige mediers" fremstilling af de internationale nyheder. Kritikere, herunder EU, ser kanalen som en propagandakanal for den russiske regering, mens mediet også bliver kritiseret for at sprede konspirationsteorier. I følge en pressemeddelelse fra det europæiske råd vil EU ikke ophæve forbuddet på kanalen, før den russiske stat "ophører med at gennemføre desinformations- og informationsmanipulationsaktioner mod EU og dets medlemsstater. RTs chefredaktør, Margarita Simonjan, udtalte i et interview i 2012, at grunden til, kanalen bliver finansieret af offentlige midler, er for at føre en informationskrig, og at finansiere denne informationskrig er ligesom at finansiere det russiske forsvarsministerium. Simonjan siger samtidigt, at medier som RT skal operere i tider uden krig for senere også at kunne være klar til tider med krig.
MediaBiasFactCheck skriver, RT generelt har problemer med at have kilder på det, de rapporterer, som fuldt ud dækker de nyheder, de bringer. Derudover kritiseres mediet for at rapportere om konspirationsteorier som om, de var sande og at nyheder fra RT som udgangspunkt burde fakta-tjekke alle nyheder, som bliver bragt af RT. Liz Wahl, en tidligere journalist ved RT, har udtalt, at RTs mål ved at sende i USA er at skabe splittelser i befolkningen og få befolkningen til at miste tilliden til de offentlige institutioner i deres land.
Derudover er nyhedsnetværket også blevet anklaget for at bryde de britiske regler om partiskhed, da de rapporterede om brugen af kemiske våben i Salisbury, der blev udført af to russere, som formenligt havde fået giften novichok fra den russiske stat.
Ruslands præsident, Vladimir putin, har udtalt, at RT ikke har noget specielt bias, men at målet er "at prøve at bryde det anglo-saksiske monopol på nyhedsstrømmene". Putin mener også, at målet med RT aldrig har været at beskytte den russiske politiske linje, men derimod at levere en nyhedskanal, som var fuldstændig uafhængig. Dette er dog stærkt omdiskuteret. Den tidligere rådmand for Vladimir Putin, Andrey Illarionov, har kaldt kanalen "Den bedste russiske propagandamaskine". Den russiske regering, ledt af Putin, har inkluderet moderselskabet til RT, ANO TV-Novosti, i listen over strategisk vigtige organisationer for Rusland.
Kanalen bliver også kritiseret for at skabe mange af de nyheder eller vikler på nyheder, som så kan anvendes af andre nyhedsmedier, der dermed spredes propagandaen som ringe i vandet.